# Euphyllia cristata
Euphyllia cristata · Corail à crêtes
Espèce
Statut de conservation UICN

 VU A4cd : Vulnérable
Statut CITES
Euphyllia cristata, communément nommé Corail à crêtes, est une espèce de corail dur de la famille des Euphylliidae.
Le Corail à crêtes est présent dans les eaux tropicales de la zone Indo-Ouest Pacifique avec une prédominance en Indonésie, il est absent de la Mer Rouge.
Le Corail à crêtes forme des colonies dites phacéloïdes (Type d'organisation coloniale des coraux durs dans laquelle les corallites, squelette produit par un unique polype, sont constitués de tubes allongés et distincts) de taille réduite comprises entre 20 et 40 mm de diamètre.